# Dongó (segédmotor)
A Dongó egy kerékpárra felszerelhető, benzinüzemű segédmotor volt, melyet a Székesfehérvári Vadásztölténygyár gyártott 1955-től 1957-ig. A fél lóerős kis motor hivatalosan 25 km/órás tartós, 32-es maximális sebességre volt képes, de jó állapotú és jól beállított motor kis súlyú vezetővel akár a negyvenes sebességet is elérhette. Nevét a már messziről felismerhető, darázsra emlékeztető hangjáról kapta.

## Története
A Székesfehérvári Vadásztölténygyár 1949-ben vált önálló gyárrá, felügyeletét pedig a Nehézipari Központ látta el. A Vadásztölténygyár ebben az időszakban kapta azt a feladatot, hogy egy viszonylag egyszerű szerkezetű, alacsony fogyasztású, könnyen biciklikre szerelhető segédmotort gyártson. A Dongó nem önálló konstrukció volt, a mérnökök az olasz Gilera Mosquito segédmotorjától vettek át „ötleteket”, a porlasztó viszont teljesen magyar fejlesztés volt, de egyes vélemények szerint ez nem vált éppen előnyére.
1954-ben már legyártották az első néhány Dongót, 1955-ben elkészült az 500 darabos nullszéria, s még abban az évben megkezdődött a gyártás. A Dongó induló ára 1480 forint volt, a Keravillban is árulták, a kis motort azonban a vásárlás után 48 órán belül be kellett jelenteni a helyi rendőrségen. Ez utóbbi azt a célt szolgálta, hogy az igazolólap birtokában benzinjegyet kapjon a Dongó tulajdonosa.
A felszerelés viszonylag egyszerű volt, az egyhengeres, kétütemű segédmotort a kerékpár pedáltengelye alá kellett felszerelni. Sebességváltó nem volt, a motor egy dörzskeréken keresztül a hátsó kereket hajtotta, emelkedőnél azonban már lábhajtással kellett besegíteni.
A gyártás 1957 májusában fejeződött be, összesen mintegy 60 ezer darab készült a Dongó segédmotorból.